# Пишица
Пишица (мкд. Пишица) је насеље у Северној Македонији, у источном делу државе. Пишица је у саставу општине Пробиштип.

## Географија
Пишица је смештена у источном делу Северне Македоније. Од најближег града, Пробиштипа, насеље је удаљено 15 km јужно.
Насеље Пишица се налази у историјској области Злетово, на јужном ободу Злетовске котлине. Западно од насеља издиже се планина Манговица. Надморска висина насеља је приближно 340 метара. Источно од насеља тече Злетовска река доњим делом свог тока.
Месна клима је умерено континентална.

## Становништво
Пишица је према последњем попису из 2002. године имала 168 становника.
Претежно становништво у насељу су етнички Македонци (95%), а остало су Цинцари. До почетка 20. века Турци су чинили целокупно становништво насеља.
Већинска вероисповест месног становништва је православље.